# Wiesław Czołpiński
Wiesław Bogdan Czołpiński – polski aktor lalkowy, reżyser, pedagog, rektor Akademii Teatralnej im. Aleksandra Zelwerowicza  w Warszawie (2024–2028).

## Życiorys
Ukończył w 1986 r. Wydział Lalkarski w Białymstoku Państwowej Wyższej Szkoły Teatralnej im. Aleksandra Zelwerowicza w Warszawie. Od 1985 r. aktor Białostockiego Teatru Lalek.  
Wykładowca Wydziału Sztuki Lalkarskiej, filii w Białymstoku. W latach 1996–1999 był dziekanem tego wydziału. W 2003 r. uzyskał stopień doktora sztuki, w 2007 r. doktora habilitowanego, w 2014 r. otrzymał tytuł profesora sztuk teatralnych. W 2012 r. został prorektorem Akademii Teatralnej ds. Wydziału Sztuki Lalkarskiej w Białymstoku. W kadencji 2024–2028 pełni funkcję rektora Akademii Teatralnej w Warszawie. 
We wrześniu 2024 r. został wybrany na Zastępcę Przewodniczącego Konferencji Rektorów Uczelni Artystycznych (KRUA) na kadencję 2024–2028. 
Jako dziekan Wydziału Lalkarskiego w Białymstoku w 2007 wspierał ideę fuksówek, pomimo doniesień prasowych o patologicznych formach, jakie one przybierały w Białymstoku – deklarował, że o takich zachowaniach nie ma wiedzy. 

## Odznaczenia
- Złoty Krzyż Zasługi (2011)[7]
- Srebrny Krzyż Zasługi (2003)[8]
- Złoty Medal „Zasłużony Kulturze Gloria Artis” (2024)[9]
- Srebrny Medal „Zasłużony Kulturze Gloria Artis” (2013)[9]
- Brązowy Medal „Zasłużony Kulturze Gloria Artis” (2008)[9]

## Nagrody i wyróżnienia
- Dyplom honorowy II Toruńskich Spotkań Teatrów Lalek za reżyserię oraz rolę Kasandra w spektaklu Parady (1995)[2]
- I nagroda na IV Konkursie Teatrów Ogródkowych w Warszawie dla spektaklu Parady Jana Potockiego w Białostockim Teatrze Lalek oraz nagroda za reżyserię (1995)
- Nagroda Prezydenta Miasta Białegostoku (zespołowa) w dziedzinie tworzenia i upowszechniania kultury za przedstawienie Parady Jana Potockiego w Białostockim Teatrze Lalek (1996)
- Nagroda Wojewody Gdańskiego dla zespołu Parad Jana Potockiego za stworzenie spektaklu uznanego za wydarzenie artystyczne (1996)
- Nagroda promocyjna im. K. Krzanowskiego Urzędu Miasta i Gminy Police oraz nagroda dyrektora szczecińskiego ośrodka TVP na XXXI OPTMF w Szczecinie dla spektaklu Parady Jana Potockiego (1996)
- Nagroda Główna XXI OKT w Opolu dla spektaklu Parady w Białostockim Teatrze Lalek
- Nagroda na II Biennale „Lalki w Lublinie” za rolę Zerzabelli w Paradach Jana Potockiego w Białostockim Teatrze Lalek (1997)

Źródło:.